# Le Bec-Hellouin
Le Bec-Hellouin és un municipi francès situat al departament de l'Eure i a la regió de Normandia. L'any 2007 tenia 414 habitants.

## Demografia

### Població
El 2007 la població de fet de Le Bec-Hellouin era de 414 persones. Hi havia 172 famílies, de les quals 48 eren unipersonals (24 homes vivint sols i 24 dones vivint soles), 80 parelles sense fills, 40 parelles amb fills i 4 famílies monoparentals amb fills.
La població ha evolucionat segons el següent gràfic:
Habitants censats

### Habitatges
El 2007 hi havia 221 habitatges, 171 eren l'habitatge principal de la família, 41 eren segones residències i 9 estaven desocupats. 215 eren cases i 3 eren apartaments. Dels 171 habitatges principals, 131 estaven ocupats pels seus propietaris, 28 estaven llogats i ocupats pels llogaters i 12 estaven cedits a títol gratuït; 2 tenien una cambra, 7 en tenien dues, 25 en tenien tres, 50 en tenien quatre i 87 en tenien cinc o més. 130 habitatges disposaven pel capbaix d'una plaça de pàrquing. A 89 habitatges hi havia un automòbil i a 69 n'hi havia dos o més.

### Piràmide de població
La piràmide de població per edats i sexe el 2009 era:
| Homes | Edats   | Dones |
| ----- | ------- | ----- |
| 0     | 95 o +  | 0     |
| 0     | 90 a 94 | 0     |
| 8     | 85 a 89 | 0     |
| 0     | 80 a 84 | 4     |
| 12    | 75 a 79 | 16    |
| 0     | 70 a 74 | 20    |
| 20    | 65 a 69 | 24    |
| 8     | 60 a 64 | 12    |
| 28    | 55 a 59 | 8     |
| 32    | 50 a 54 | 40    |
| 8     | 45 a 49 | 20    |
| 8     | 40 a 44 | 12    |
| 20    | 35 a 39 | 8     |
| 8     | 30 a 34 | 12    |
| 20    | 25 a 29 | 8     |
| 4     | 20 a 24 | 8     |
| 8     | 15 a 19 | 20    |
| 4     | 10 a 14 | 12    |
| 0     | 5 a 9   | 16    |
| 4     | 0 a 4   | 4     |

## Economia
El 2007 la població en edat de treballar era de 262 persones, 175 eren actives i 87 eren inactives. De les 175 persones actives 158 estaven ocupades (80 homes i 78 dones) i 17 estaven aturades (9 homes i 8 dones). De les 87 persones inactives 39 estaven jubilades, 11 estaven estudiant i 37 estaven classificades com a «altres inactius».

### Ingressos
El 2009 a Le Bec-Hellouin hi havia 162 unitats fiscals que integraven 353 persones, la mediana anual d'ingressos fiscals per persona era de 19.105 €.

### Activitats econòmiques
Dels 20 establiments que hi havia el 2007, 2 eren d'empreses de fabricació d'altres productes industrials, 1 d'una empresa de construcció, 4 d'empreses de comerç i reparació d'automòbils, 5 d'empreses d'hostatgeria i restauració, 1 d'una empresa d'informació i comunicació, 3 d'empreses de serveis, 1 d'una entitat de l'administració pública i 3 d'empreses classificades com a «altres activitats de serveis».
Dels 4 establiments de servei als particulars que hi havia el 2009, 1 era una lampisteria i 3 restaurants.
L'únic establiment comercial que hi havia el 2009 era una botiga de més de 120 m².
L'any 2000 a Le Bec-Hellouin hi havia 16 explotacions agrícoles que ocupaven un total de 309 hectàrees.

## Poblacions més properes
El següent diagrama mostra les poblacions més properes.